# Золотава
Золотава — деревня в Харовском районе Вологодской области.
Входит в состав Ильинского сельского поселения, с точки зрения административно-территориального деления — в Ильинский сельсовет.
Расстояние по автодороге до районного центра Харовска — 54 км, до центра муниципального образования Семенихи — 9 км. Ближайшие населённые пункты — Саматово, Золотогорка, Плешавка.
По переписи 2002 года население — 185 человек (98 мужчин, 87 женщин). Преобладающая национальность — русские (99 %).